# Varendra Research Museum

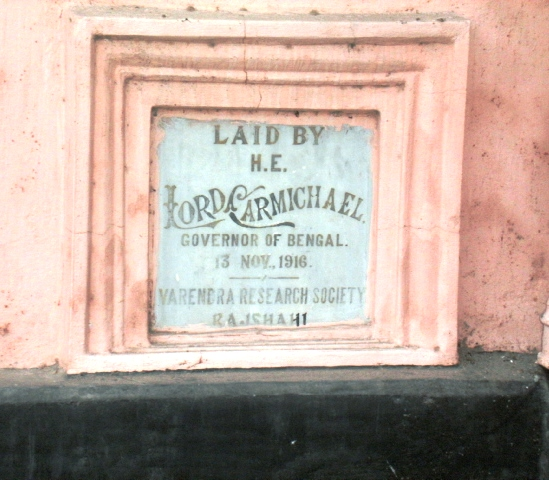
Gedenktafel der Eröffnung

Das Varendra Research Museum (bengalisch বরেন্দ্র জাদুঘর) ist ein Museum, das sich in der Stadt Rajshahi im gleichnamigen Distrikt Rajshahi in Bangladesch befindet.

## Geschichte
Die Gegend um Varendra ist ein kulturell bedeutendes Gebiet des indischen Subkontinents und war stets eine Region von kunsthandwerklich hohem Rang. Nachdem führende und kunstinteressierte Bürger von Rajshahi die Absicht äußerten, die kostbaren Objekte der Vergangenheit zu sammeln und auszustellen, gründete sich im Jahre 1910 die Varendra Research Society und es wurde mit dem Bau eines Museums begonnen. Der Mitbegründer Kumar Sarat Kumar Ra brachte seine eigene Kunstsammlung in die neue Gesellschaft ein. Die Existenz des Museums war im Jahr 1911 bedroht, als das indische Museum aus Kalkutta alle seltenen und einzigartigen Exemplare der Sammlung übernehmen wollte. Aufgrund einer konsequenten Weigerung der Verantwortlichen wurde die Herausgabe der Exponate jedoch verhindert. Am 13. November des Jahres 1916 erfolgte die offizielle Eröffnung des neuen Museums durch den Gouverneur von Bengalen Lord Carmichael. Auf zahlreiche Reisen in die Umgebung unter Leitung von Kumar Sarat Kumar Ray in den folgenden Jahren wurden weitere Skulpturen, Epigraphen, Manuskripte, Münzen und andere Gegenstände von antiquarischem Wert zusammengetragen. Während dieser Reisen, teils verbunden mit Ausgrabungen, wurde eine beträchtliche Anzahl an Relikten entdeckt, identifiziert und gesammelt. Sämtliche Kosten für die Forschungsreisen trugen Kumar und seine Dynastie. Aufgrund der Menge an neuen Exponaten wurde das Museum schrittweise erweitert. Bücher und Manuskripte wurden zunächst in zwei Räumen der öffentlichen Bibliothek ausgelagert. Einige Umorganisationen sowie der Tod von Kumar Sarat Kumar Ray 1945 sorgten für Unsicherheit bezüglich der Weiterführung des Museums. Der amtierende Kurator überzeugte die Behörden der Rajshahi-Universität, das Museum im Interesse der Forschung zu übernehmen; es wurde 1964 an die Universität übertragen und wird seitdem von ihr geführt.

## Ausstellung
Das Inventar des Varendra Research Museums setzt sich in erster Linie aus Artefakten der weiteren Umgebung zusammen. Darüber hinaus werden viele alte Schriften aufbewahrt. Die folgenden Bilder zeigen Bereiche des Museums sowie einige Exponate.

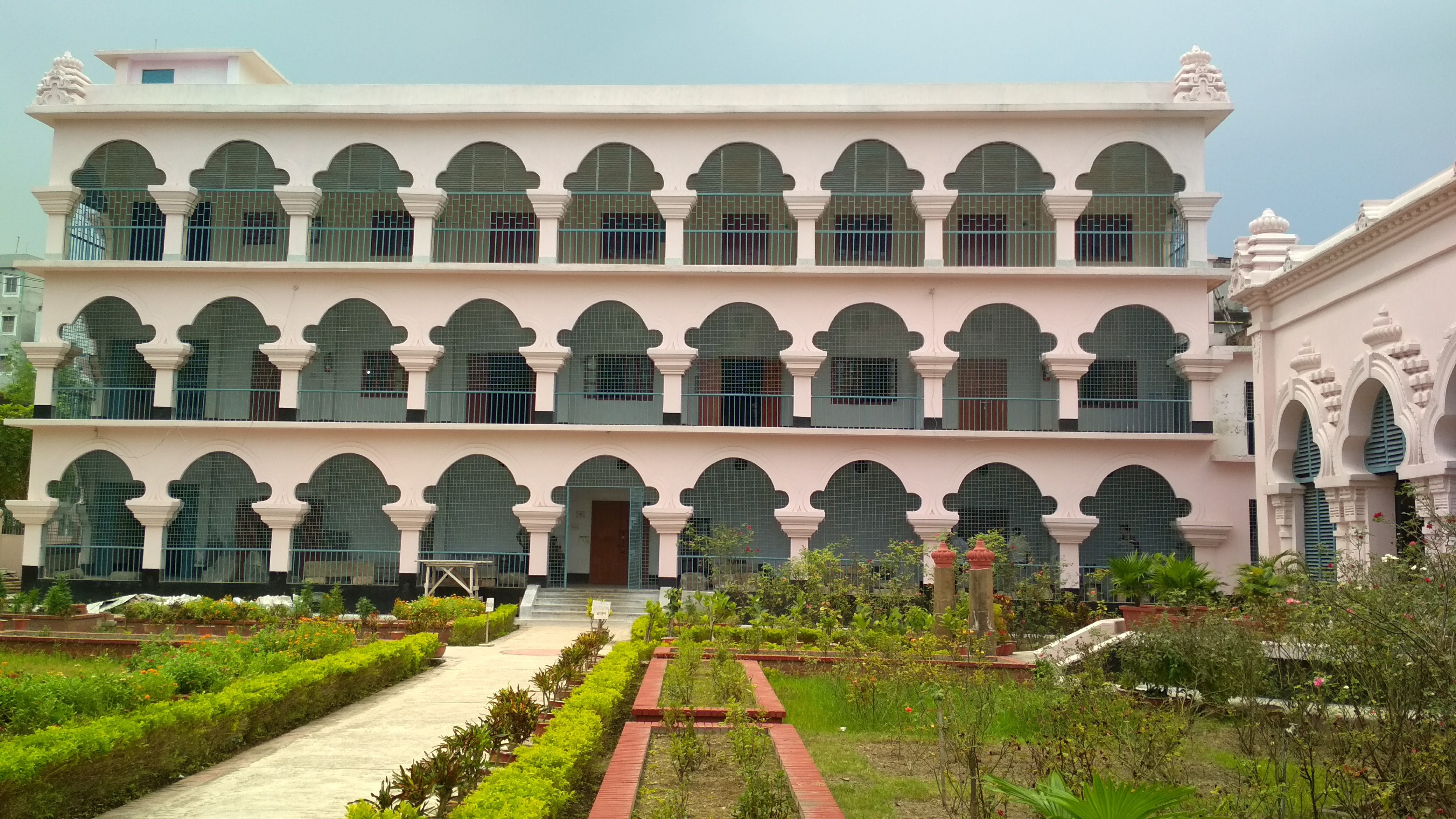
Vorderansicht  des Museums
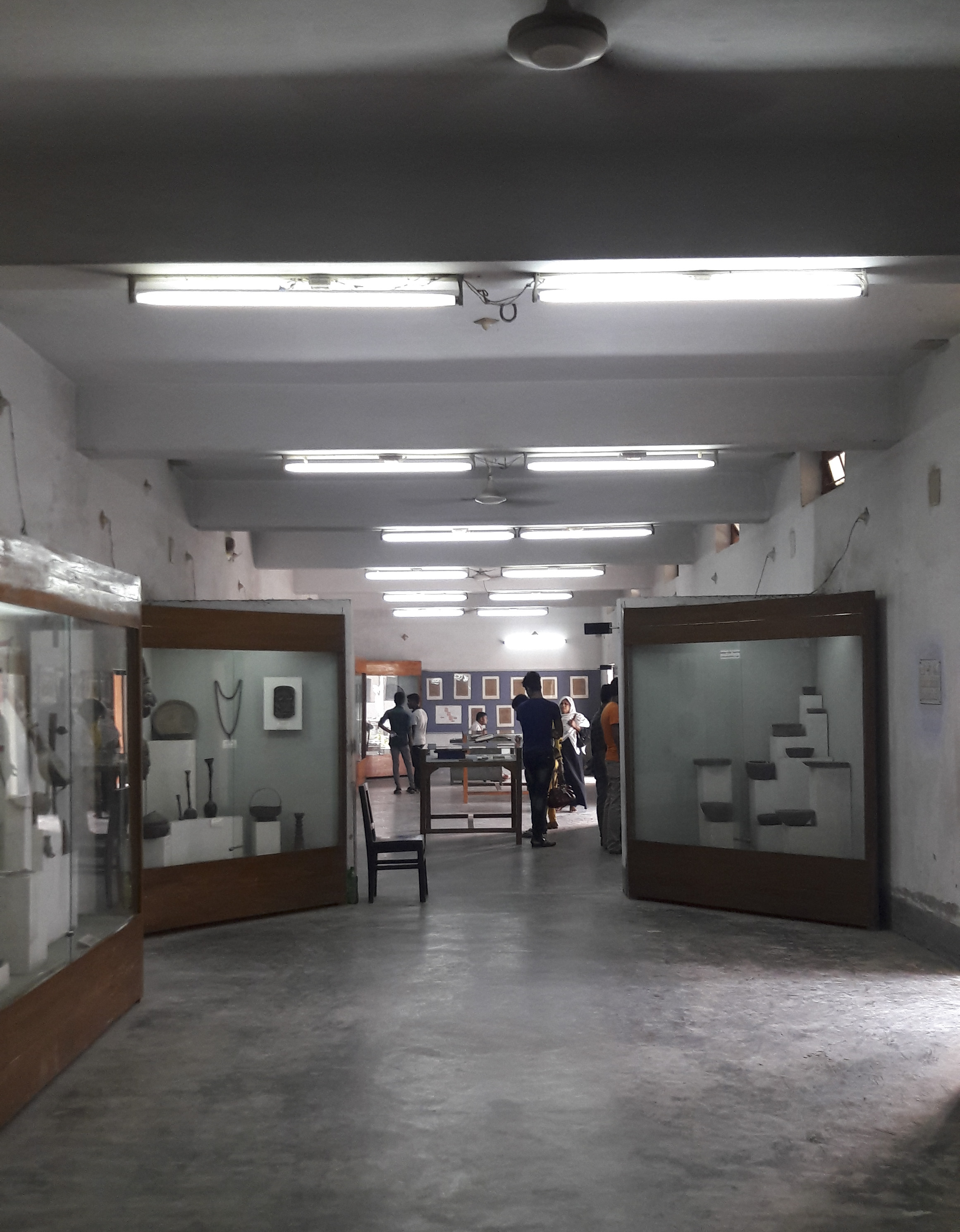
Ausstellungsräume
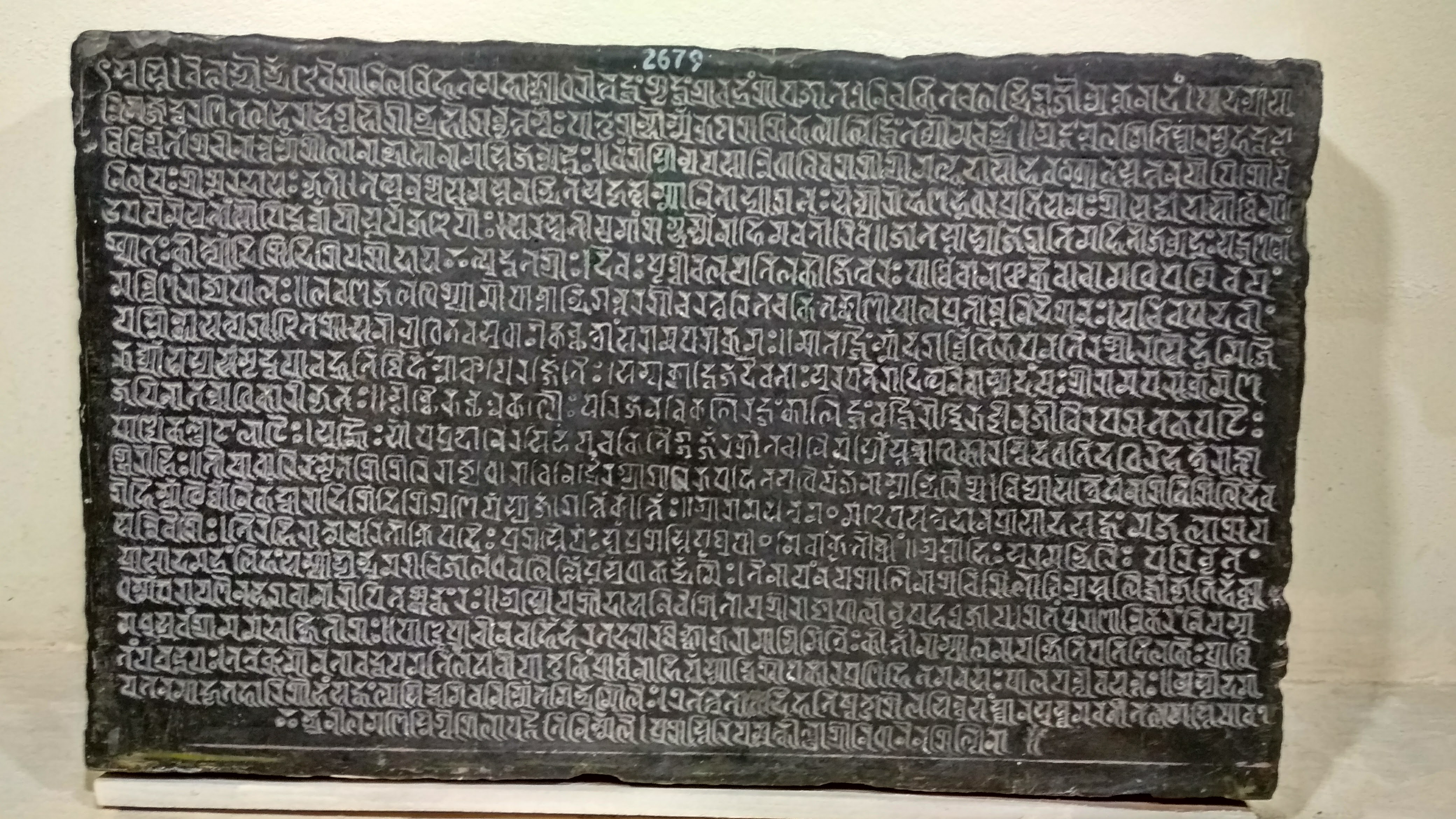
Inschriften aus der Pala-Dynastie
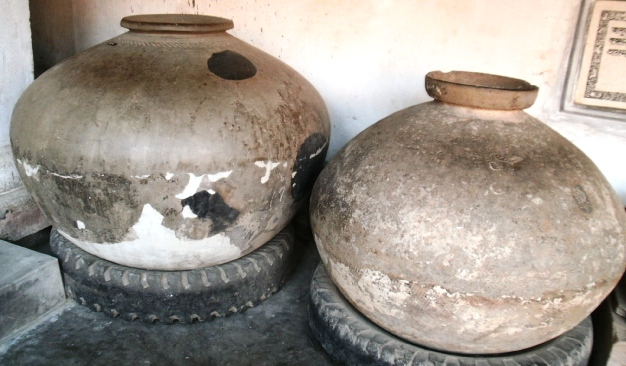
Historische bengalische Töpferware
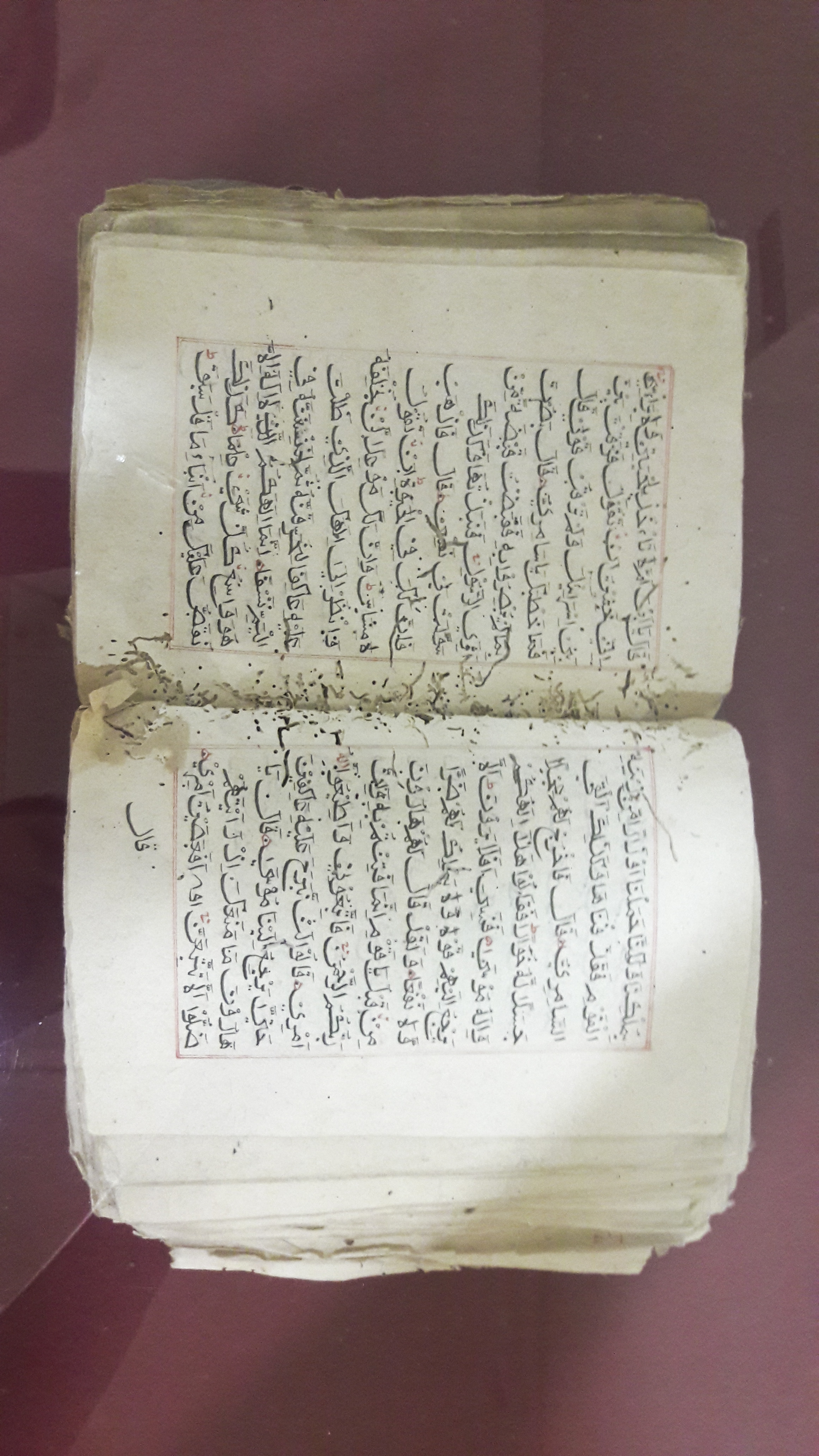
Antike Schrift
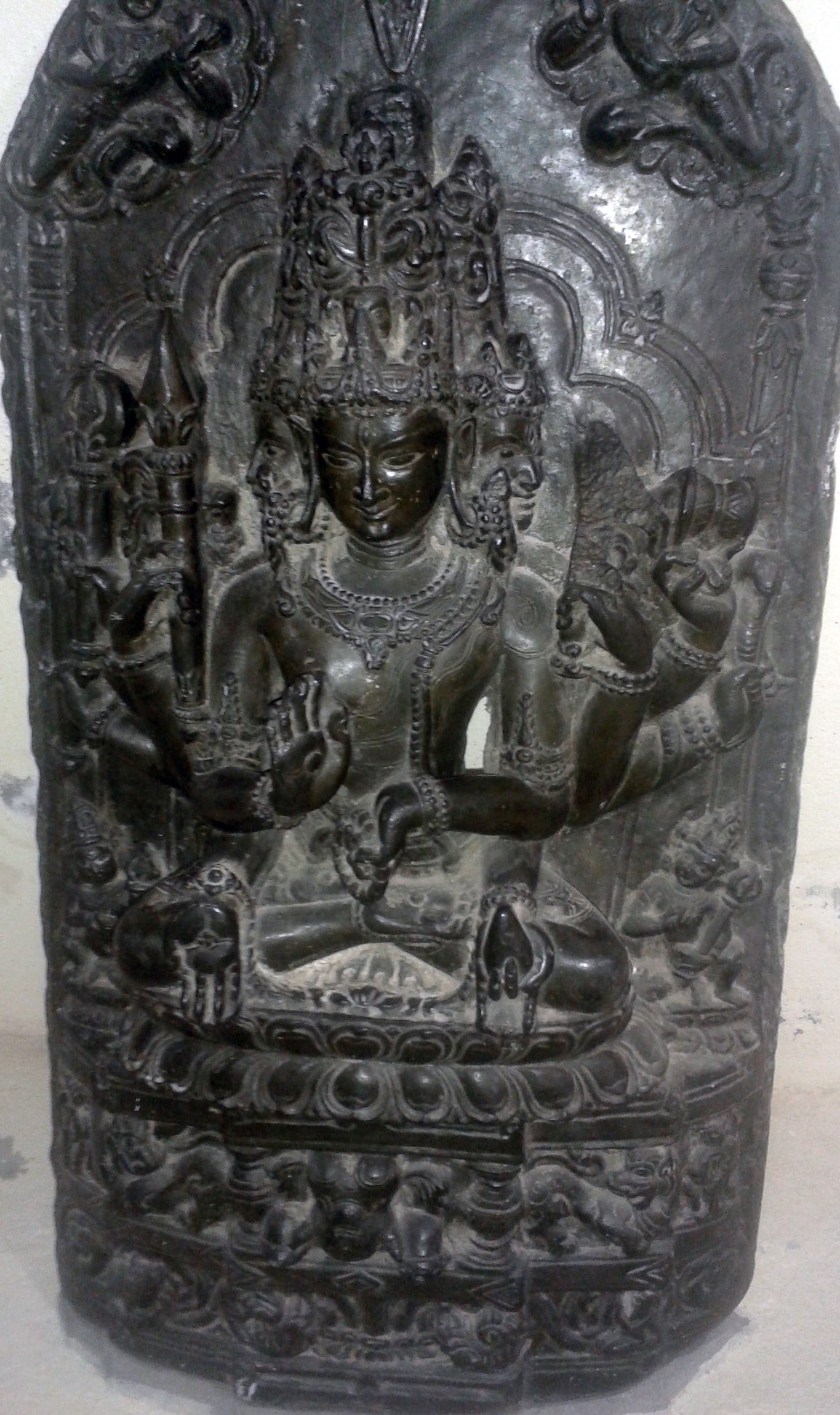
Skulptur des Sadashiva